# Серан Фултурт
Серан Фултурт (фр. Cérans-Foulletourte) је насељено место у Француској у региону Лоара, у департману Сарт.
По подацима из 2011. године у општини је живело 3272 становника, а густина насељености је износила 100,62 становника/km².

## Демографија
| 1962. | 1968. | 1975. | 1982. | 1990. | 2011. |
| ----- | ----- | ----- | ----- | ----- | ----- |
| 1.762 | 1.738 | 2.014 | 2.226 | 2.296 | 3.272 |